# SING/シング (サウンドトラック)
『シング – オリジナル・サウンドトラック』（英: Sing: Original Motion Picture Soundtrack）は、2016年公開のイルミネーションの映画『SING/シング』のサウンドトラックである。
実際に劇中でキャストが歌唱したバージョンの楽曲や、エンディング・ソング「フェイス feat. アリアナ・グランデ」のほか、長澤まさみが歌う「Set It All Free」、スキマスイッチの大橋卓弥が歌う「I’m Still Standing」、山寺宏一が歌う「My Way」などが収録されている。
全米では2016年12月21日公開の映画に先駆け、同年12月9日にリパブリック・レコードよりリリースされた。当初米ビルボード・アルバム・チャートで21位だったものの、映画の大ヒットを受け、8位に急上昇し、最高位を更新した。
日本では、チャート成績として、オリコンにて2017年4月17日付で7位にランクインした。

## 収録曲

### 海外通常盤
| #         | タイトル                              | 作詞・作曲                                                                                           | アーティスト                                                          | 時間  |
| --------- | ------------------------------------- | --- | --------------------------------------------------------------------- | ----- |
| 1.        | 「Faith」                             | ライアン・テダー、スティーヴィー・ワンダー、フランシス・アンド・ザ・ライツ                           | スティーヴィー・ワンダー                                              | 2:42  |
| 2.        | 「Gimme Some Lovin」                  | マフ・ウィンウッド、スペンサー・デイヴィス、スティーヴ・ウィンウッド                                 | スペンサー・デイヴィス・グループ                                      | 2:54  |
| 3.        | 「The Way I Feel Inside」             | ロッド・アージェント                                                                                 | タロン・エガートン（ザ・ゾンビーズ）                                  | 1:28  |
| 4.        | 「Let's Face the Music and Dance」    | アーヴィング・バーリン                                                                               | セス・マクファーレン（フランク・シナトラ）                            | 2:54  |
| 5.        | 「I Don't Wanna」                     | ガース・ジェニングス、デイブ・バセット                                                               | スカーレット・ヨハンソン＆ベック・ベネット                            | 1:24  |
| 6.        | 「Venus」                             | ロビー・ファン・レーベン                                                                             | ニック・クロール＆リース・ウィザースプーン（ショッキング・ブルー）    | 2:30  |
| 7.        | 「Auditions」                         | | シング・キャスト                                                      | 2:47  |
| 8.        | 「Bamboléo」                          | シモン・ディアス、トニーノ・バリアルド、チコ・ブーチキー、ニコラス・レイエス                         | ジプシー・キングス                                                    | 3:25  |
| 9.        | 「Hallelujah」                        | レナード・コーエン                                                                                   | トリー・ケリー（レナード・コーエン）                                  | 3:27  |
| 10.       | 「Under Pressure」                    | ブライアン・メイ、デヴィッド・ボウイ、フレディ・マーキュリー、ジョン・ディーコン、ロジャー・テイラー | クイーン＆デヴィッド・ボウイ                                          | 4:05  |
| 11.       | 「Shake It Off」                      | テイラー・スウィフト、ヨハン・シュスター、マックス・マーティン                                       | ニック・クロール＆リース・ウィザースプーン（テイラー・スウィフト）    | 2:00  |
| 12.       | 「I'm Still Standing」                | エルトン・ジョン、バーニー・トーピン                                                                 | タロン・エガートン（エルトン・ジョン）                                | 3:07  |
| 13.       | 「Set It All Free」                   | デイヴ・バセット                                                                                     | スカーレット・ヨハンソン（映画オリジナル楽曲）                        | 3:34  |
| 14.       | 「My Way」                            | ポール・アンカ、ジャック・ルヴォー、ギルス・ティボー、クロード・フランソワ                           | セス・マクファーレン（フランク・シナトラ）                            | 4:16  |
| 15.       | 「Don't You Worry 'bout a Thing」     | スティーヴィー・ワンダー                                                                             | トリー・ケリー （スティーヴィー・ワンダー）                           | 4:01  |
| 16.       | 「Golden Slumbers/Carry That Weight」 | ジョン・レノン、ポール・マッカートニー                                                               | キャリー・ザット・ウェイト – ジェニファー・ハドソン（ザ・ビートルズ） | 3:40  |
| 17.       | 「Pennies from Heaven」               | アーサー・ジョンストン                                                                               | トリー・ケリー                                                        |       |
| 18.       | 「Pon de Floor」                      | ジョニー・バーク                                                                                     | ジェニファー・ハドソン                                                |       |
| 合計時間: | 合計時間:                             | 合計時間:                                                                                            | 合計時間:                                                             | 48:14 |

- #17, 18 = ターゲット・コーポレーション限定ボーナス・トラック[25]

### 海外デラックス盤
| #         | タイトル                                             | 作詞・作曲 | アーティスト                                                       | 時間  |
| --------- | ---------------------------------------------------- | --- | ------------------------------------------------------------------ | ----- |
| 1.        | 「Faith」                                            | ライアン・テダー、スティーヴィー・ワンダー、フランシス・アンド・ザ・ライツ                                                                   | スティーヴィー・ワンダー                                           | 2:42  |
| 2.        | 「Gimme Some Lovin」                                 | マフ・ウィンウッド、スペンサー・デイヴィス、スティーヴ・ウィンウッド                                                                         | スペンサー・デイヴィス・グループ                                   | 2:54  |
| 3.        | 「The Way I Feel Inside」                            | ロッド・アージェント | タロン・エガートン（ザ・ゾンビーズ）                               | 1:28  |
| 4.        | 「Let's Face the Music and Dance」                   | アーヴィング・バーリン | セス・マクファーレン（フランク・シナトラ）                         | 2:54  |
| 5.        | 「I Don't Wanna」                                    | ガース・ジェニングス、デイブ・バセット | スカーレット・ヨハンソン＆ベック・ベネット                         | 1:24  |
| 6.        | 「Venus」                                            | ロビー・ファン・レーベン | ニック・クロール＆リース・ウィザースプーン（ショッキング・ブルー） | 2:30  |
| 7.        | 「Auditions」                                        | | シング・キャスト                                                   | 2:47  |
| 8.        | 「Around the World」                                 | トーマ・バンガルテル、ギ＝マニュエル・ド・オメン＝クリスト                                                                                   | セニョール・ココナッツ＆ヒズ・オーケストラ                         | 2:46  |
| 9.        | 「Bamboléo」                                         | シモン・ディアス、トニーノ・バリアルド、チコ・ブーチキー、ニコラス・レイエス                                                                 | ジプシー・キングス                                                 | 3:25  |
| 10.       | 「The Wind」                                         | キャット・スティーヴンス | キャット・スティーヴンス                                           | 1:43  |
| 11.       | 「Hallelujah」                                       | レナード・コーエン | トリー・ケリー（レナード・コーエン）                               | 3:27  |
| 12.       | 「Under Pressure」                                   | ブライアン・メイ、デヴィッド・ボウイ、フレディ・マーキュリー、ジョン・ディーコン、ロジャー・テイラー                                         | クイーン＆デヴィッド・ボウイ                                       | 4:05  |
| 13.       | 「Shake It Off」                                     | テイラー・スウィフト、ヨハン・シュスター、マックス・マーティン                                                                               | ニック・クロール＆リース・ウィザースプーン（テイラー・スウィフト） | 2:00  |
| 14.       | 「I'm Still Standing」                               | エルトン・ジョン、バーニー・トーピン | タロン・エガートン（エルトン・ジョン）                             | 3:07  |
| 15.       | 「Set It All Free」                                  | デイヴ・バセット | スカーレット・ヨハンソン（映画オリジナル楽曲）                     | 3:34  |
| 16.       | 「My Way」                                           | ポール・アンカ、ジャック・ルヴォー、ギルス・ティボー、クロード・フランソワ                                                                   | セス・マクファーレン（フランク・シナトラ）                         | 4:16  |
| 17.       | 「Don't You Worry 'bout a Thing」                    | スティーヴィー・ワンダー | トリー・ケリー （スティーヴィー・ワンダー）                        | 4:01  |
| 18.       | 「Golden Slumbers/Carry That Weight」                | ジョン・レノン、ポール・マッカートニー | ジェニファー・ハドソン                                             | 3:40  |
| 19.       | 「Out to Lunch (End Titles)」                        | ジョビー・タルボット | ジョビー・タルボット                                               | 4:24  |
| 20.       | 「Listen to the Music」                              | トム・ジョンストン | ティキ・パシラス（ドゥービー・ブラザーズ）                         | 2:15  |
| 21.       | 「Hallelujah (duet version)」                        | レナード・コーエン | ジェニファー・ハドソン＆トリー・ケリー（レナード・コーエン）       | 3:28  |
| 22.       | 「Don't You Worry 'bout a Thing (acoustic version)」 | スティーヴィー・ワンダー | トリー・ケリー （スティーヴィー・ワンダー）                        | 3:17  |
| 23.       | 「Oh.My.Gosh」                                       | アンソニー レイ、ニッキー・ミナージュ、ジャマル・ジョーンズ、Jonathan Myvett、Da Internz、アーネスト・クラーク、ハーベイ・メイソン・ジュニア | ザ・バニーズ                                                       | 2:11  |
| 合計時間: | 合計時間:                                            | 合計時間: | 合計時間:                                                          | 68:18 |

### 日本盤
| #         | タイトル                                                                             | 作詞・作曲 | アーティスト                                                       | 時間  |
| --------- | ------------------------------------------------------------------------------------ | --- | ------------------------------------------------------------------ | ----- |
| 1.        | 「フェイス feat. アリアナ・グランデ」                                                | ライアン・テダー、スティーヴィー・ワンダー、フランシス・アンド・ザ・ライツ                                                                   | スティーヴィー・ワンダー                                           | 2:42  |
| 2.        | 「愛しておくれ」                                                                     | マフ・ウィンウッド、スペンサー・デイヴィス、スティーヴ・ウィンウッド                                                                         | スペンサー・デイヴィス・グループ                                   | 2:54  |
| 3.        | 「ザ・ウェイ・アイ・フィール・インサイド」                                           | ロッド・アージェント | タロン・エガートン（ザ・ゾンビーズ）                               | 1:28  |
| 4.        | 「レッツ・フェイス・ザ・ミュージック・アンド・ダンス」                               | アーヴィング・バーリン | セス・マクファーレン（フランク・シナトラ）                         | 2:54  |
| 5.        | 「アイ・ドント・ワナ」                                                               | ガース・ジェニングス、デイブ・バセット | スカーレット・ヨハンソン＆ベック・ベネット                         | 1:24  |
| 6.        | 「ヴィーナス」                                                                       | ロビー・ファン・レーベン | ニック・クロール＆リース・ウィザースプーン（ショッキング・ブルー） | 2:30  |
| 7.        | 「オーディションズ」                                                                 | | シング・キャスト                                                   | 2:47  |
| 8.        | 「アランド・ザ・ワールド－ルンバ」                                                   | トーマ・バンガルテル、G.E.P.De Hormem-Christo                                                                                                | ウーヴェ・シュミット＆ヒズ・オーケストラ                           | 2:46  |
| 9.        | 「バンボレオ」                                                                       | シモン・ディアス、トニーノ・バリアルド、チコ・ブーチキー、ニコラス・レイエス                                                                 | ジプシー・キングス                                                 | 3:25  |
| 10.       | 「ザ・ウィンド」                                                                     | キャット・スティーヴンス | キャット・スティーヴンス                                           | 1:43  |
| 11.       | 「ハレルヤ」                                                                         | レナード・コーエン | トリー・ケリー（レナード・コーエン）                               | 3:27  |
| 12.       | 「アンダー・プレッシャー」                                                           | ブライアン・メイ、デヴィッド・ボウイ、フレディ・マーキュリー、ジョン・ディーコン、ロジャー・テイラー                                         | クイーン＆デヴィッド・ボウイ                                       | 4:05  |
| 13.       | 「シェイク・イット・オフ」                                                           | テイラー・スウィフト、ヨハン・シュスター、マックス・マーティン                                                                               | ニック・クロール＆リース・ウィザースプーン（テイラー・スウィフト） | 2:00  |
| 14.       | 「アイム・スティル・スタンディング」                                                 | エルトン・ジョン、バーニー・トーピン | タロン・エガートン（エルトン・ジョン）                             | 3:07  |
| 15.       | 「セット・イット・オール・フリー」                                                   | デイヴ・バセット | スカーレット・ヨハンソン（映画オリジナル楽曲）                     | 3:34  |
| 16.       | 「マイ・ウェイ」                                                                     | ポール・アンカ、ジャック・ルヴォー、ギルス・ティボー、クロード・フランソワ                                                                   | セス・マクファーレン（フランク・シナトラ）                         | 4:16  |
| 17.       | 「ドント・ユー・ウォーリー・アバウト・ア・シング」                                   | スティーヴィー・ワンダー | トリー・ケリー（スティーヴィー・ワンダー）                         | 4:01  |
| 18.       | 「ゴールデン・スランバー」                                                           | ジョン・レノン、ポール・マッカートニー | ジェニファー・ハドソン                                             | 3:40  |
| 19.       | 「アウト・トゥ・ランチ」                                                             | ジョビー・タルボット | ジョビー・タルボット                                               | 4:24  |
| 20.       | 「リッスン・トゥ・ザ・ミュージック（スパニッシュ／イングリッシュ・ヴァージョン）」   | トム・ジョンストン | ティキ・パシラス（ドゥービー・ブラザーズ）                         | 2:15  |
| 21.       | 「ハレルヤ（デュエット・ヴァージョン）」                                             | レナード・コーエン | ジェニファー・ハドソン＆トリー・ケリー（レナード・コーエン）       | 3:28  |
| 22.       | 「ドント・ユー・ウォーリー・アバウト・ア・シング（アコースティック・ヴァージョン）」 | スティーヴィー・ワンダー | トリー・ケリー（スティーヴィー・ワンダー）                         | 3:17  |
| 23.       | 「オー・マイ・ゴッシュ」                                                             | アンソニー レイ、ニッキー・ミナージュ、ジャマル・ジョーンズ、Jonathan Myvett、Da Internz、アーネスト・クラーク、ハーベイ・メイソン・ジュニア | ザ・バニーズ                                                       | 2:11  |
| 24.       | 「セット・イット・オール・フリー」                                                   | デイヴ・バセット | 長澤まさみ                                                         | 1:44  |
| 25.       | 「アイム・スティル・スタンディング」                                                 | エルトン・ジョン、バーニー・トーピン | 大橋卓弥（スキマスイッチ）                                         | 2:12  |
| 26.       | 「マイ・ウェイ」                                                                     | ポール・アンカ、ジャック・ルヴォー、ギルス・ティボー、クロード・フランソワ                                                                   | 山寺宏一                                                           | 2:41  |
| 合計時間: | 合計時間:                                                                            | 合計時間: | 合計時間:                                                          | 74:55 |

- #8, 10, 19 - 22 = 日本盤・海外デラックス盤ボーナス・トラック
- #24 - 26 = 日本盤ボーナス・トラック

## チャート成績

### 各国の週間チャート
※全て2017年のもの
- ARIAチャート（オーストラリア） - 2位[1]
- ウルトラトップ（ベルギー） - 106位[2]
- ビルボード（カナダ（英語版）） - 23位[26]
- オリコン（日本） - 2位[27]
- オフィシャルニュージーランドミュージックチャート（英語版）（ニュージーランド） - 10位[28]
- ガオンアルバムチャート（英語版）（韓国） - 41位[29]
- ガオンアルバム国際チャート（韓国） - 3位[30]
- プロムシカエ（スペイン） - 83位[31]
- オフィシャル・チャート・カンパニー サウンドトラック（イギリス） - 6位[32]
- ビルボード デジタルアルバム（アメリカ） - 3位[33]
- Billboard 200（アメリカ） - 8位[34]
- ビルボード キッズアルバム（英語版）（アメリカ） - 2位
- ビルボード サウンドトラック（アメリカ） - 2位[35]

### 各国の年間チャート
※全て2017年のもの（ビルボード サウンドトラックを除く）
- ARIAチャート（オーストラリア） - 15位[36]
- Billboard 200（アメリカ） - 65位[37]
- ビルボード サウンドトラック（アメリカ） - 8位[38]（2017年）、15位[39]（2018年）

## 栄誉
| チャート                       | 成績     | 売上枚数     | 脚注   |
| ------------------------------ | -------- | ------------ | ------ |
| ARIAチャート（オーストラリア） | ゴールド | 35,000枚以上 | [ 40 ] |